# 3D-Radar
Radargeräte werden häufig anhand der Anzahl der zu messenden Koordinaten in zwei Kategorien unterteilt. Radargeräte, die nur Entfernung und Seitenwinkel messen, werden als zweidimensionale oder 2D-Radargeräte bezeichnet. Radargeräte, die neben der Entfernung und dem Seitenwinkel auch den Höhenwinkel messen und daraus die Höhe berechnen, nennt man dreidimensionale oder 3D-Radargeräte.

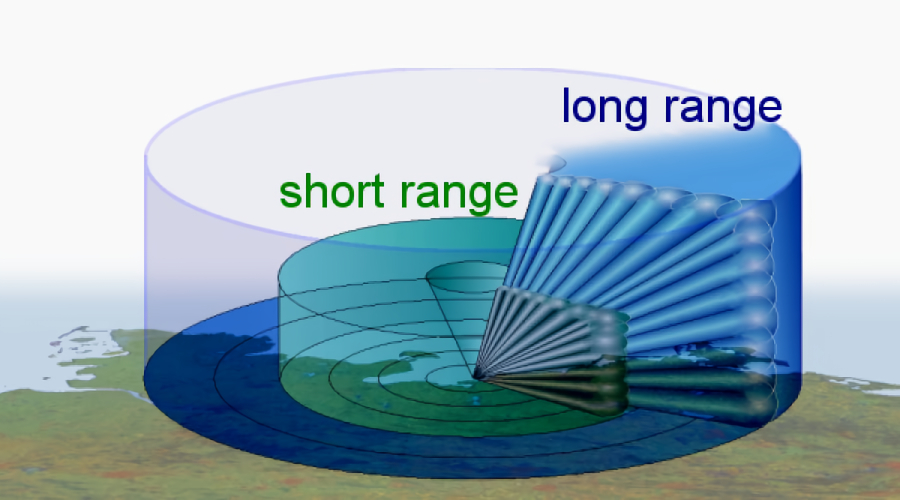
Diagramm eines typischen 3D-Radargerätes, eine Kombination von schneller elektronischer Schwenkung eines Pencil Beams und mechanischer Drehung
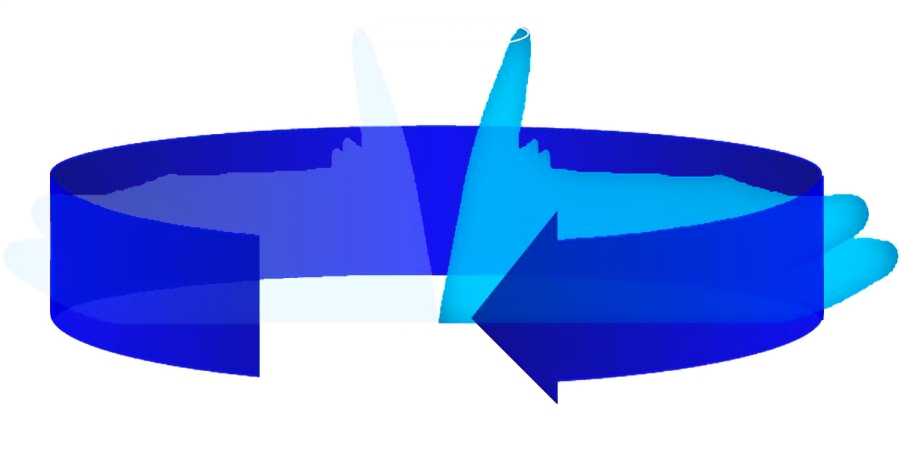
Diagramm eines typischen 2D-Radargerätes, ein rotierendes Diagramm einer Cosecans²-Antenne
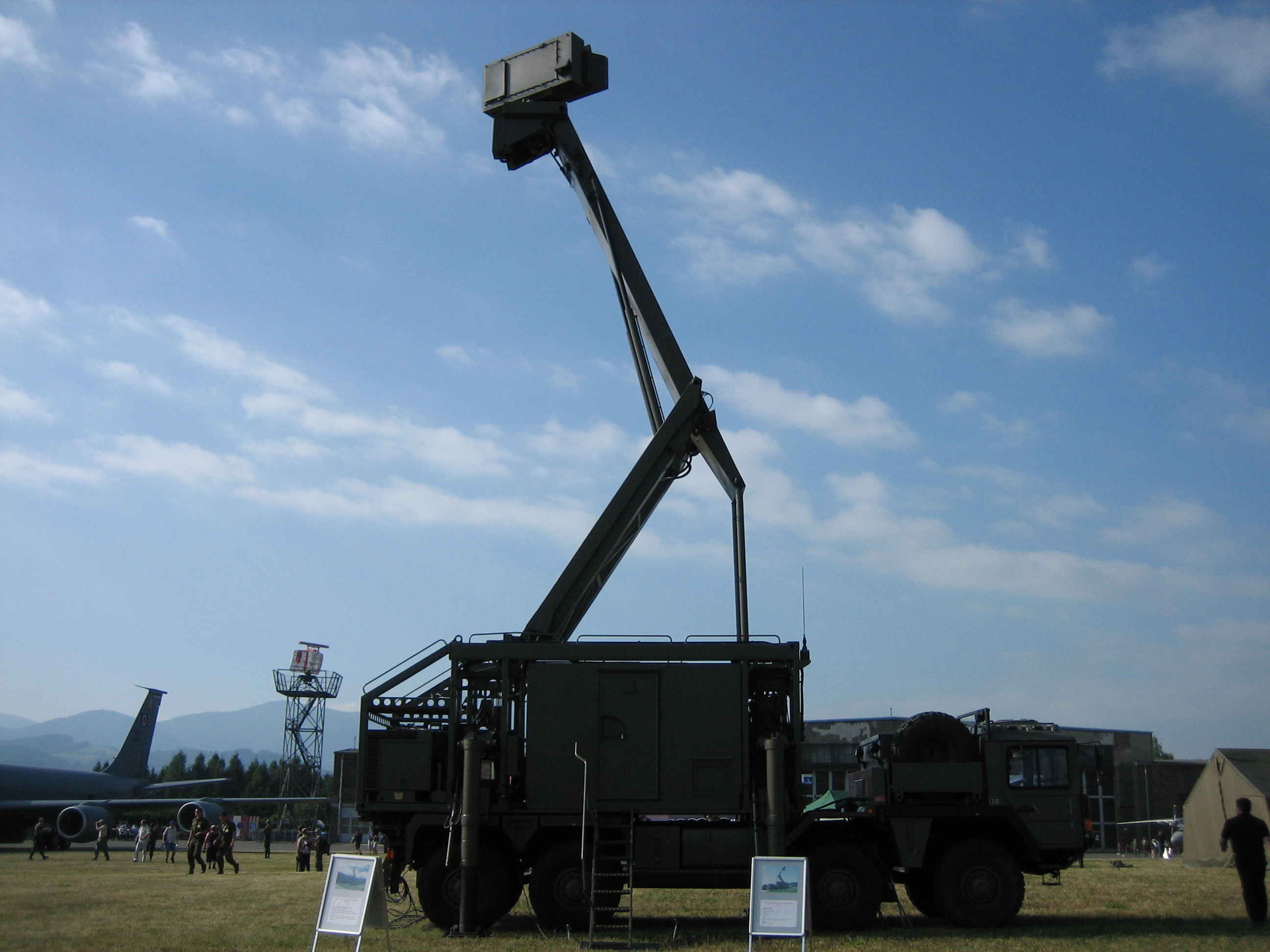
Moderner 3D-Sensor der österreichischen Luftwaffe

## Beispiel
- RAT 31DL
- RAT 31SL
- Rac3d